# Prefectura apostólica de Shiqian
La prefectura apostólica de Shiqian o de Shihtsien (en latín: Praefectura Apostolica Shihtsienensis y en chino: 天主教石阡监牧区) es una circunscripción eclesiástica de la Iglesia católica en China. Se trata de una prefectura apostólica latina, inmediatamente sujeta a la Santa Sede. Desde el 17 de febrero de 2011 es sede vacante, aunque para el Anuario Pontificio está vacante desde 1983, pero es administrada por el arzobispo Paul Xiao Ze-jiang desde el 8 de septiembre de 2014 como parte de la diócesis patriótica de Guiyang. La Asociación Patriótica Católica China suprimió la prefectura apostólica de Shiqian y junto con la diócesis de Nanlong la anexó a la diócesis de Guiyang (ex arquidiócesis de Guiyang) en 1999, sin asentimiento de la Santa Sede.

## Territorio y organización
La prefectura apostólica tiene 40 000 km² y extiende su jurisdicción sobre los fieles católicos de rito latino residentes en parte de la provincia de Guizhou.
La sede de la diócesis se encuentra en el condado de Shiqian bajo la administración de la ciudad de Tong'ren (Tong-jen-fou), aunque como parte de la diócesis patriótica de Guiyang la sede está en la ciudad de Guiyang, en donde se halla la Catedral de San José.
En 1950 en la prefectura apostólica existían 20 parroquias.

## Historia
La misión sui iuris de Shihtsien (o Shiqian) fue erigida el 23 de marzo de 1932 con el breve Vicariatus apostolici del papa Pío XI, obteniendo el territorio del vicariato apostólico di Guiyang (hoy arquidiócesis).
El 2 de diciembre de 1937 la misión sui iuris fue elevada a prefectura apostólica con la bula Pusillus christianorum del papa Pío XI.
El Partido Comunista de China se impuso en la guerra civil, ocupó Guizhou y proclamó la República Popular China el 1 de octubre de 1949. El 4 de septiembre de 1951 China comunista expulsó al nuncio apostólico Antonio Riberi y la Santa Sede continuó reconociendo a la República de China en Taiwán como el legítimo gobierno chino. Todos los misioneros extranjeros fueron expulsados de China comunista en 1952, entre ellos Matthias Buchholz.
La Asociación Patriótica Católica China fue creada con el apoyo de la Oficina de Asuntos Religiosos de la República Popular de China en 1957, con el objetivo de controlar las actividades de los católicos en China. Su nombre público es Iglesia católica china y es referida como la "Iglesia oficial" en contraposición a la "Iglesia subterránea" o "Iglesia clandestina" leal a la Santa Sede.
En el período de 1966 a 1976 la Revolución Cultural se ensañó especialmente contra la religión, destruyéndose numerosas iglesias y cesaron todas las actividades religiosas en la diócesis. A principios de la década de 1980 la diócesis reanudó sus operaciones.
En 1999 el gobierno chino y la conferencia episcopal "oficial" unieron sin asentimiento de la Santa Sede las diócesis patrióticas de Guiyang, Nanlong y Shiqian (ex prefectura apostólica) en un único distrito eclesiástico (llamado "diócesis de Guizhou") encabezado por la ciudad de Guiyang, capital de la provincia de Guizhou.
El 22 de septiembre de 2018 se firmó en Pekín el Acuerdo provisional entre la Santa Sede y la República Popular de China sobre el nombramiento de los obispos. El 22 de octubre de 2020 el acuerdo fue prorrogado por otros dos años y en octubre de 2022 por otros dos años más.
Debido a la situación particular de la Iglesia católica en China, la Santa Sede no nombra obispos para las diócesis chinas, que son sedes oficialmente vacantes incluso en presencia de obispos reconocidos por Roma.

## Estadísticas
Según el Anuario Pontificio 2002 la prefectura apostólica tenía a fines de 1950 un total de 5697 fieles bautizados.
| Año                                                                             | Población            | Población | Población      | Sacerdotes | Sacerdotes    | Sacerdotes    | Bautizados por sacerdote | Diáconos permanentes | Religiosos | Religiosos | Parroquias |
| Año                                                                             | Bautizados católicos | Total     | % de católicos | Total      | Clero secular | Clero regular | Bautizados por sacerdote | Diáconos permanentes | Varones    | Mujeres    | Parroquias |
| ------------------------------------------------------------------------------- | -------------------- | --------- | -------------- | ---------- | ------------- | ------------- | ------------------------ | -------------------- | ---------- | ---------- | ---------- |
| 1950                                                                            | 5697                 | 3 000     | 0.2            | 22         | 3             | 19            | 258                      |                      |            |            | 20         |
| Fuente: Catholic-Hierarchy, que a su vez toma los datos del Anuario Pontificio. |                      |           |                |            |               |               |                          |                      |            |            |            |

## Episcopologio
- Ludwig Baumeister, M.S.C. † (11 de noviembre de 1932-2 de diciembre de 1937 falleció)
- Matthias Buchholz, M.S.C. † (10 de diciembre de 1937-1983 renunció)
  - Sede vacante
  - Augustin Hu Daguo † (1987-17 de febrero de 2011 falleció)